# 和州直隸州

和州在安徽省的位置（1820年）

和州直隸州，清代安徽省设置的直隶州，位于长江下游北岸，辖区大致相当于今日安徽省的马鞍山市的长江西北岸辖境。
明朝初年，以州治歷陽縣，省入，尋復和州。洪武七年（1374年）属凤阳府，寻直隶京师（南直隶）。洪武二十六年（1393年），编户九千五百三十一，口六万六千七百一十一。弘治四年（1491年），户七千四百五十，口六万七千一十六。万历六年（1578年），户八千八百，口一十万四千九百六十。下领一县：含山县。
清朝順治初因之，屬江南左布政使司。康熙六年（1667年），分隸安徽省。領縣一：含山縣。评价：繁，疲。隸安廬滁和道。

## 延伸阅读
[在维基数据编辑]
 《欽定古今圖書集成·方輿彙編·職方典·和州部》，出自陈梦雷《古今圖書集成》